# Meißenheim
Meißenheim es un municipio alemán en el distrito de Ortenau, Baden-Wurtemberg. El topónimo es interpretado como hogar de Remigio. Hasta la reforma protestante, San Remigio de Reims fue adorado como santo patrón de la aldea.
Meißenheim está ubicado en la orilla este del Rin que constituye la frontera con Francia. El barrio Kürzell se encuentra en el este de Meißenheim. A través de Meißenheim fluye el Mühlbach (arroyo del molino).

## Patrimonio histórico-artístico
Iglesia barroca

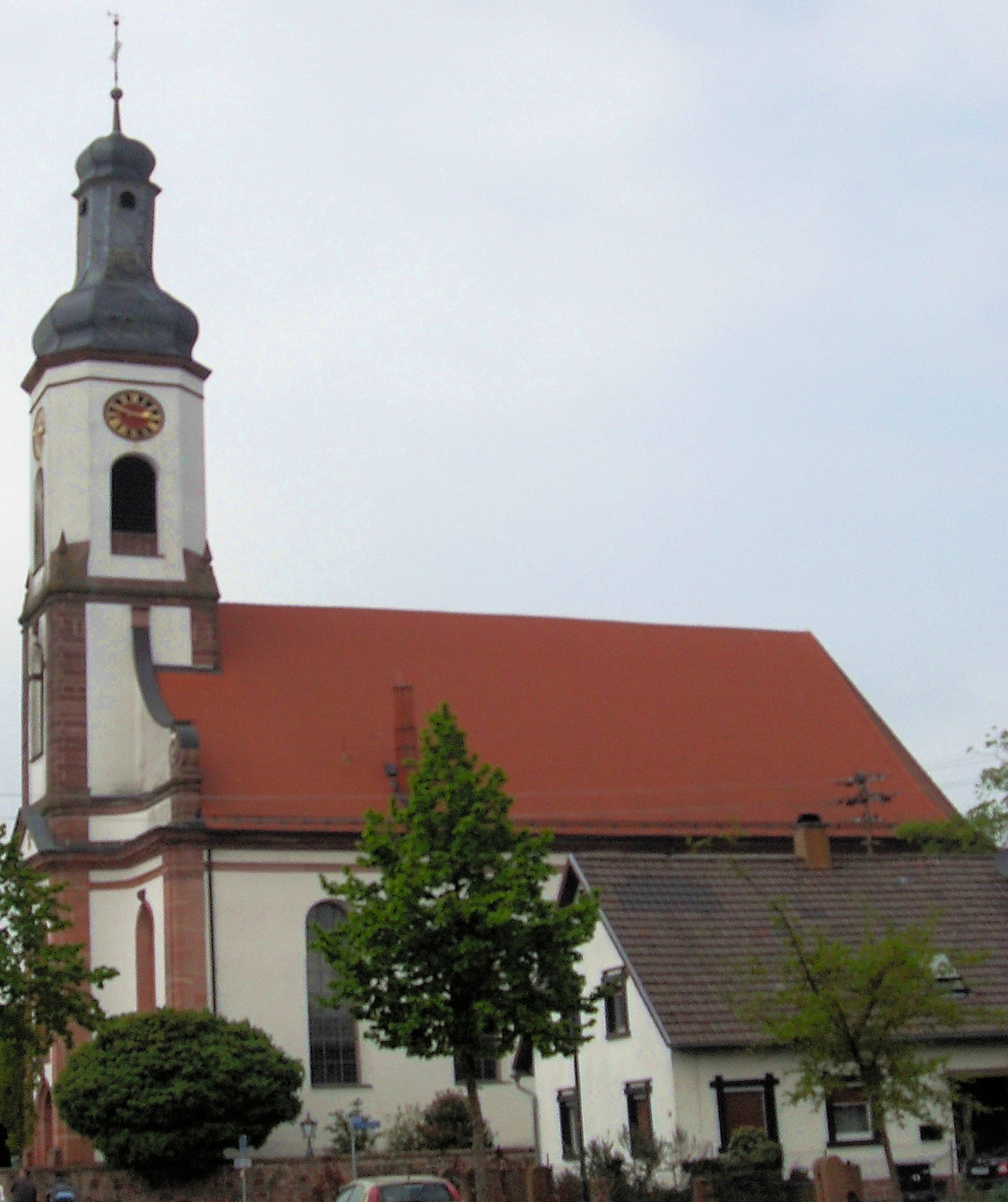
Iglesia protestante de Meißenheim

La iglesia protestante es por lo menos la tercera iglesia, probablemente la cuarta, en el mismo sitio. La iglesia anterior fue construida alrededor de 1580 y demolida en 1763 por ser pequeña y flaqueada. En tres años de construcción la actual iglesia barroca fue edificada e inaugurada el 28 de octubre de 1766 y consagrada al Dios Trino. La inscripción "Deo Triuni 1766" en la torre de la iglesia recuerda este evento. El objeto más precioso es el famoso órgano creado por el organero Johann Andreas Silbermann. No sólo este órgano, sino toda la iglesia están bajo protección del patrimonio nacional.